# Гартунг, Уго
Уго Гартунг (нем. Hugo Hartung) (24 октября 1885, Хеннигслебен — 8 февраля 1963, Восточный Берлин) — немецкий дирижёр и учитель музыки.

## Рождение и обучение
Уго Гартунг родился в Тюрингии в крестьянской семье. Очень рано, в возрасте 4-х лет, он потерял отца. Он учился в сельской школе, где и начал серьёзно увлекаться музыкой — под руководством своего учителя занимался фортепиано, скрипки и органа, ещё школьником ещё позволяли играть на церковном органе и петь. Все окружающие отмечали безусловный талант мальчика.
Образование он получил в педагогическом колледже в Эрфурте. После 1905 года он выдержал первый экзамен на учителя, затем провел четыре года в качестве учителя в сельской школе. Он выдержал второй экзамен на должность учителя в 1908. В январе 1910 года из-за его хорошей работы с молодежью он был отправлен учителем музыки в новое земельное учебно-воспитательное заведение Нордхаузен, где служил как органист и руководитель хора в рыночной церкви Св. Николая. Наряду с этим он изучал пение и игру на фортепьяно в Княжеском институте для музыки Зондерхаузен. Несмотря на советы своего профессора, он не стал оперным певцом, а стремился к карьере учителя музыки. И поэтому в 1913 году поступил в Институт церковной и школьной музыки в Берлине. В публичных концертах этого института он выступал как органист, пианист, певец и хоровой дирижёр. После обучения в течение трех семестров он получил отличный аттестат. В тот же день, 1 августа 1914 года его безмятежное течение жизни прервала Первая мировая война, в которой он принимал участие до 1917 года. После заражения брюшным тифом и сепсисом, он был освобожден в 1918 году от военной службы.

## Тильзит
В октябре 1918 года он приобрел консерваторию в Тильзите. Как дирижёр ассоциации певцов и церкви города Тильзита он основал музыкальное службу в своей церкви и хор мальчиков, названный хором Лютера. В 1920 году он продал консерваторию и снова стал школьным преподавателем музыки. После того, как был создан городской оркестр он руководил симфоническими концертами. В 1919 году как главный городской дирижёр он учредил музыкальный союз Тильзита, который ежегодно устраивал шесть симфонических концертов и три хоровых концерта. В то время музыкальная жизнь в Тильзите была на высоте, благодаря в том числе усилиям обер-бургомистра Эльдора Поля: в 1920 году (в год Бетховена) впервые в городе прозвучала 9-я симфония Бетховена, в 1921 году состоялось два больших концерта, весной 1923 года Гартунг провел четырёхдневный фестиваль Баха, где (в Тильзите в первый раз) месса «си минор» была исполнена. В 1924 году Гартунг четырежды дирижировал при исполнении оперы «Оттон и Теофан» Генделя.

## Кенигсберг
В 1924 году Гартунг был переведен в гимназию Кёнигсберга. В школьном хоре он ставил Йозефа Гайдна и Баха и удостоился похвалы Эрнста Вихерта. В 1926 году Уго основал в Кенигсберге женский хор. В Кёнигсбергском университете он возглавил академический хор, оркестр филармонии и певческий союз. В 1934 году он объединяет музыкальную и вокальную академии. С объединённой академией Гартунг представил много больших хоровых и симфонических произведений. Со многими известными солистами Кенигсберга Гартунг ежемесячно давал концерты по радио.
Гартунг сидел в экзаменационной комиссии для церковных музыкантов . От имени провинциальной коллегии он был консультантом учителей музыки в средних школах в Восточной Пруссии. Как музыкальный воспитатель он стал образцом и лидером для всего поколения восточно-прусских школьных музыкантов и многих руководителей хора.
В 1932 году Гартунг женился на полуеврейке, что, после прихода к власти фашистов, привело к тому, что он потерял все должности и был отправлен в Гумбиннен. После увольнения из системы школьного образования в 1936 году Гартунг создал у себя дома музыкальную школу, где обучал учителей и даже иностранных студентов. К 1944 году в его школе обучалось 300 учеников. Школа имела 5 штатных преподавателей и 8 преподавателей по совместительству. После налета английской авиации на Кенигсберг в августе 1944 года школа была закрыта, в январе 1945 Гартунг покинул Кенигсберг, оставив в городе 16 фортепиано, 2 клавесина, 1 портативный орган, 16 драгоценных струнных инструментов, 10000 книг и партитур, а также всё школьное и домашнее оборудование.

## Тюрингия
Побег привел первоначально в Уфхофен, находилась семья его сестры, затем в Готу, где Гартунг пытался устроиться работать учителем музыки, но был ошибочно арестован Гестапо. Чуть позже он был арестовал ещё раз — уже за неарийское родство и направлен в исправительно-трудовой лагерь. После окончания войны он стал городским дирижёром Готы. С городским хором он давал осенью 1945 первые послевоенные концерты. Наряду с этим он был учителем музыки в средней школе и колледже подготовки учителей.
В советской зоне влияния он опубликовал зимой 1945/46 года его «Размышления о создании единого национального музыкального образования». В 1947 году Гартунг отправился в Эрфурт, чтобы организовать там народный хор. С ним он снова давал большие концерты для хорового исполнения.

## Берлин
В 1949 педагогический факультет университета Гумбольдта в Берлине пригласил его на место руководителя института музыкального образования. 17 марта 1950 ему дали профессуру. С хором института он давал концерты. В возрасте 66 лет Гартунг серьёзно заболевает и с 1 сентября 1951 года уходит на пенсию. Но даже на пенсии, испытывая тяжелые проблемы со здоровьем, Уго Гартунг работал над рациональными предложениями в области музыкальной педагогики. Умер прославленный дирижёр 8 февраля 1963 году в возрасте 77 лет.